# Antoon Vander Plaetse
Antoon Vander Plaetse (Tielt, 30 december 1903 – Kortrijk, 8 februari 1973) was een Vlaams declamator, acteur, leraar en regisseur.

## Levensloop
Na zijn lager onderwijs in het Sint-Jozefscollege in Tielt te hebben gevolgd, studeerde Vander Plaetse aan de Normaalschool in Torhout maar slaagde niet. Hij begon dan maar als bankbediende te werken (1921-1926).
Zijn hobby, waar hij stilaan zijn beroep van maakte, was die van declamator.  Hij begon ook dictielessen te geven in middelbare scholen en aan het Muziekconservatorium in Kortrijk. Hij publiceerde hierover ook handboeken. Vanaf 1924 speelde hij toneel bij de Tieltse toneelgroep 'Eikels worden boomen' die door het ACW was opgericht. In 1926 trad hij toe tot het Vlaamsch Volkstoneel, maar in 1930 nam hij ontslag. Er was een conflict gerezen tussen de gematigde katholieke Vlamingen en de Vlaams-nationalisten. Vander Plaetse behoorde tot de tweede groep, die het 'Vlaamsch Nationaal Toneel' oprichtte.
Hij ontwikkelde zijn declamatietalenten en specialiseerde zich in het voordragen van poëzie en proza van Guido Gezelle, Albrecht Rodenbach, Felix Timmermans, Stijn Streuvels, René Declercq, en vooral Cyriel Verschaeve, met wie hij een nauwe vriendschapsband ontwikkelde.
In de jaren dertig trad hij regelmatig op tijdens politieke meetings, waar Jeroom Leuridan, Ward Hermans, Lodewijk Dosfel, Joris van Severen en andere nationalistische figuren het woord voerden.

## Vlaams-nationalisme en collaboratie
In 1940 trad hij in dienst van de door de bezetter gecontroleerde Zender Brussel. Hij ging ook in Duitsland Nederlandstalige (Vlaamse) letterkunde declameren. In 1942 trad hij op tijdens de Mechelse cultuurdagen, georganiseerd door collaboratieorganisaties. 
Dit werd hem na de Bevrijding aangerekend en hij werd meer dan een jaar gevangen gehouden in het Hechteniskamp van Lokeren. In 1947 werd hij veroordeeld tot de milde straf van vijf maanden voorwaardelijk. In 1962 werd hem eerherstel verleend.

## Verdere activiteiten
Na zijn invrijheidsstelling hernam Vander Plaetse zijn activiteiten als leraar en als declamator. Gedurende twintig jaar was hij leraar aan het Klein Seminarie in Roeselare en regisseerde er jaarlijks het schooltoneel (o.m. 'Schipper naast God', 'Het Heilig Experiment', 'Lucifer'). Heel wat verenigingen nodigden hem uit omwille van zijn declamatietalenten en bezorgden hem daarmee een supplementair inkomen.  Hij werd hierdoor in gans Vlaanderen een bekende figuur. Bekende personaliteiten, zoals Stijn Streuvels, steunden hem openlijk.
Hij werkte ook als regisseur van openluchtspelen en stoeten:
- het Guldensporenspel in Kortrijk (1952)
- het Rodenbachspel in Roeselare (1956)
- de Rodenbachstoet in Roeselare (1956)
- de Praalstoet van de Nederlandse Taal in Kortrijk (1960)
- de Reinaert de Vosstoet in Hulst (1961)

Bij het in 1951 gestichte 'Christelijk Vlaams Kunstenaarsverbond' werd hij voorzitter van de afdeling dramatische kunst. Hij was ook medestichter en redactielid van het in 1966 opgerichte tijdschrift van dit verbond, dat de naam 'West-Vlaanderen' en later 'Vlaanderen' droeg.

## Eerbetoon
In zijn geboortestad Tielt is in het Cultureel Centrum Gildhof een zaal naar hem genoemd. In de bibliotheek van de heemkundige kring 'De Roede van Tielt' zijn een groot deel van zijn publicaties aanwezig. Er is in Tielt een 'Antoon Vander Plaetselaan' en in Kortrijk een 'Antoon Vander Plaetsestraat'.
In 1969 werd hij ridder in de orde van 't Manneke uit de Mane

## Publicaties
- Practische uitspraakleer, 1939
- Het lied der geuzen: strijdliederen, 1942
- Dietsche balladen, 1944
- Wezen en techniek van de voordrachtkunst, 1948
- Herinneringen aan het Vlaamse Volkstoneel, 1960
- Cyriel Verschaeve zoals ik hem heb gekend, 1964
- Levensherinneringen, in: 't Halletorentje, Tielt, 1964, nr. 2 en 3 - 1965, nr. 1
- Van horen zeggen, 1969
- Op mijn woord. Een levensbericht, 1974